# Tatou
Cingulata
Pour le couteau multifonction, voir Tatou (couteau).
Pour l’article ayant un titre homophone, voir tattoo.
Ordre
Familles de rang inférieur
- Dasypodidae
- †Glyptodontidae

Les tatous (Cingulata, soit « ceints » en latin) sont un ordre de mammifères placentaires d'Amérique tropicale et subtropicale du super-ordre des xénarthres (anciennement super-ordre des édentés). Les tatous actuels sont rangés dans deux familles, celle des Dasypodidae et celle des Chlamyphoridae. Parmi les espèces fossiles, on distingue également les glyptodons, classées avec les Chlamyphoridae. Ils sont omnivores même si leur régime alimentaire est principalement composé d'insectes (chenilles, fourmis, larves...).
Ils sont reconnaissables à leurs plaques cornées formant une carapace défensive lorsqu'ils se roulent en boule.

## Description

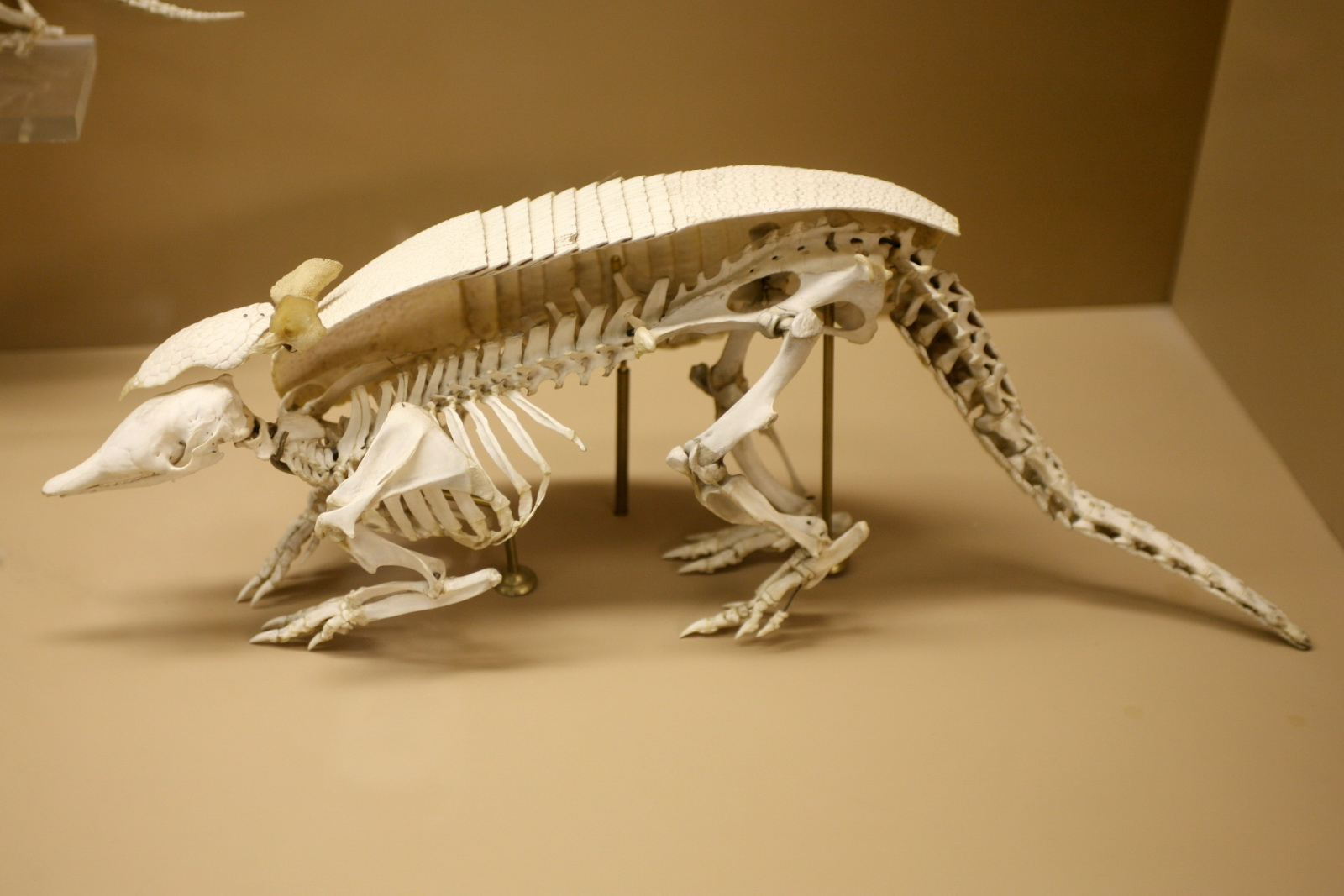
Squelette de tatou (la moitié gauche de la carapace a été retirée).

La carapace sur le dos des tatous est formée de plaques osseuses articulées recouvertes de corne. Elles recouvrent la totalité du dos de l’animal, du front jusqu’à la queue, surface externe des membres comprise. Selon les espèces, elles forment soit des ceintures successives séparées par des replis cutanés souples, comme chez le tatou géant ; soit deux boucliers, l’un protégeant les épaules, l’autre les hanches, et séparés par des bandes d’écailles en nombre variable. Certaines espèces comme le tatou à trois bandes peuvent s’enrouler en boule en cas de danger.
Le Tatou géant peut peser jusqu'à 55 kg.

## Comportement

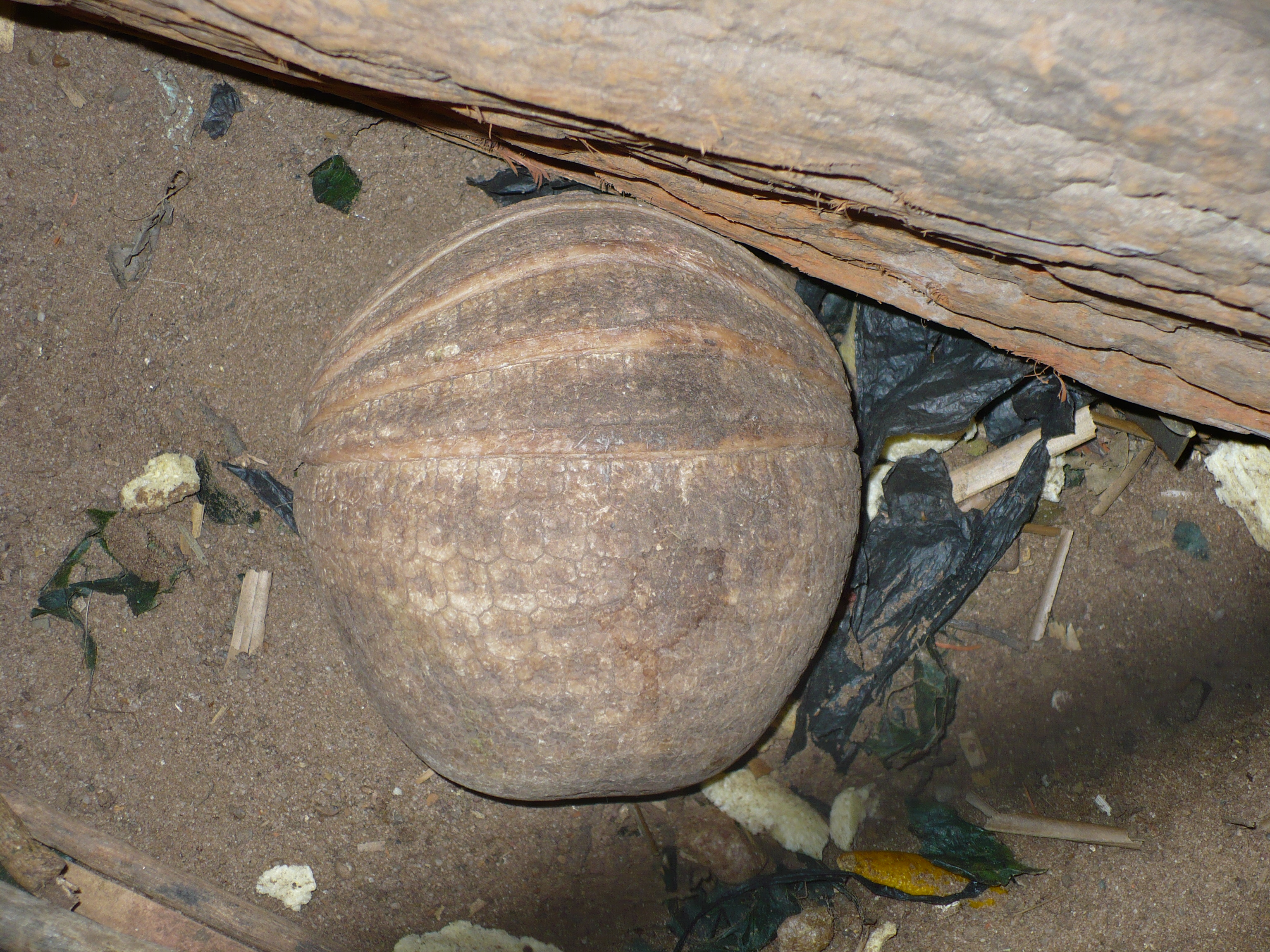
Tatou roulé en boule

En dehors des périodes de reproduction, les tatous mènent une vie solitaire. Ils cherchent plutôt à éviter la présence de congénères venant parasiter leurs sources de nourriture. Leur seul moyen de reconnaissance passe par la communication olfactive. Bien qu’indépendants, les tatous ne font preuve d’aucune agressivité envers les autres individus. En général, les mâles défendent leur terrier, leurs sources de nourriture et leur femelle contre les autres mâles. Animaux terrestres, parfois fouisseurs, ils creusent un terrier à la façon d’une taupe grâce à leurs pattes courtes, dotées de griffes recourbées et acérées. Le terrier dispose de plusieurs voies d’accès. La galerie principale est tapissée avec un lit de feuilles.
En cas de danger, les espèces du genre Tolypeutes (les « tatous-boules ») peuvent se rouler en boule, à l'instar des pangolins. La tête et la queue, triangulaires, viennent se mettre tête-bêche pour compléter la sphère.

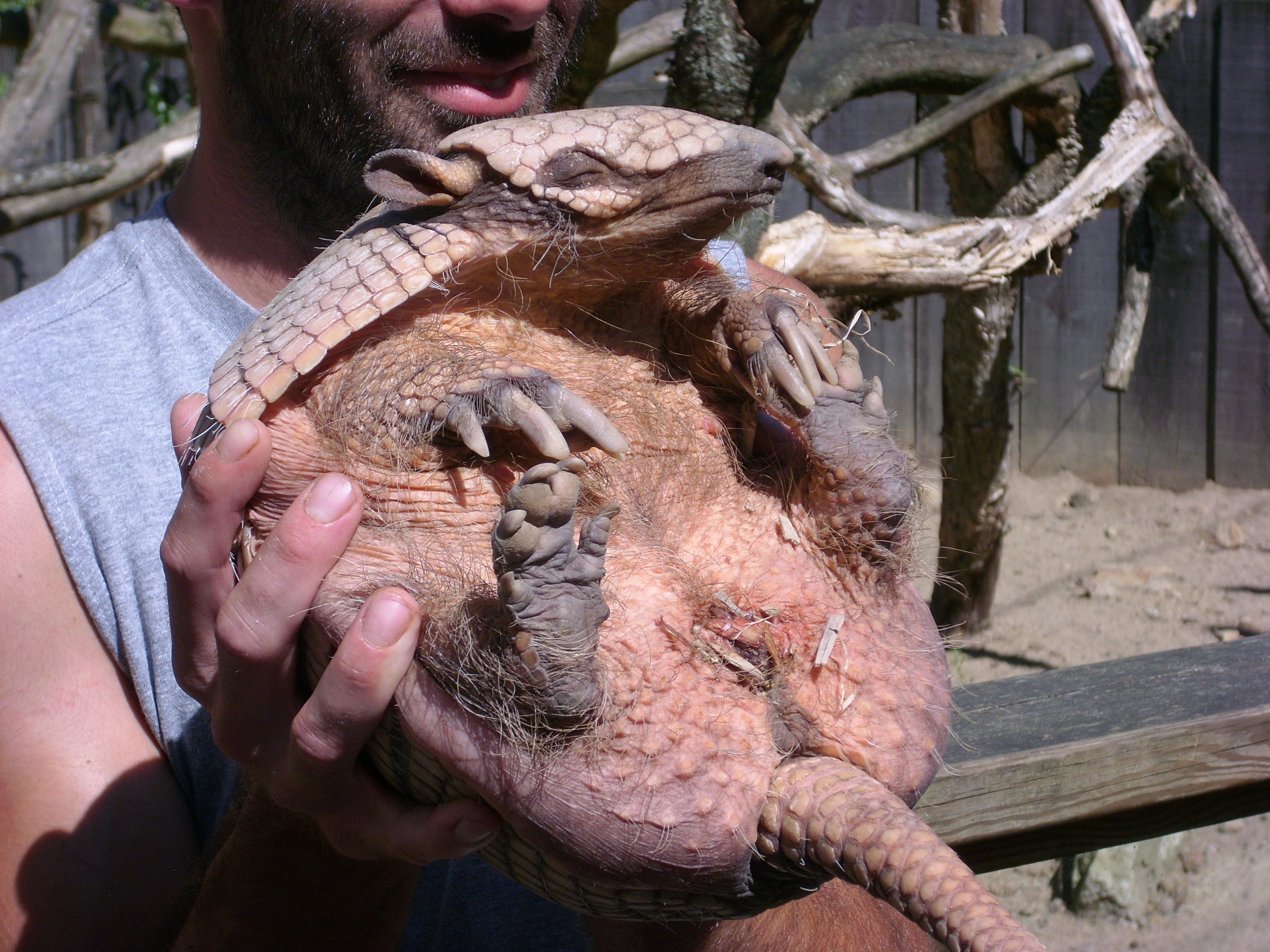
Ventre du Tatou

Par ailleurs, au moins trois espèces du genre Dasypus (Dasypus novemcinctus, Dasypus hybridus et Dasypus sabanicola) sont connues pour faire partie des rares animaux, dont l’être humain, chez lesquels l’agent infectieux de la lèpre — le bacille Mycobacterium leprae — peut se développer naturellement et expérimentalement. Cette caractéristique remarquable, associée à la production systématique de portées clonales, confère aux tatous à long museau un intérêt biomédical indubitable. Ainsi, le tatou à neuf bandes (Dasypus novemcinctus) a été très tôt établi comme un animal modèle pour l’étude de la lèpre. Cependant, la production d’un vaccin efficace contre la lèpre s’est avérée difficile en utilisant cette espèce, essentiellement à cause de problèmes rencontrés dans la production in vivo de bacilles à pouvoir infectieux réduit.
En 2011, la preuve a été faite de la transmission à l'homme d'un bacille lépreux connu uniquement dans le sud des États-Unis (génome identique chez l'homme et chez le tatou)

## Alimentation
De nombreux tatous sont insectivores (notamment myrmécophages), mais quelques-uns sont omnivores.

## Reproduction
Les espèces de tatou se distinguent en retardant le début de la gestation et en ne donnant naissance qu’à des quadruplés, tous du même sexe et provenant du même ovule. Lorsque la femelle est fécondée par le mâle, l’ovule fertilisé reste jusqu’à sept mois dans les trompes avant de descendre et s’accrocher à la paroi utérine et de commencer son développement (gestation). Cette implantation différée de l’œuf intervient quand la survie des petits est mise en cause, à cause du climat ou d'une pénurie d'aliments. La gestation proprement dite dure environ 120 jours. Quand les tatous naissent, leur carapace est molle.

## Utilisation

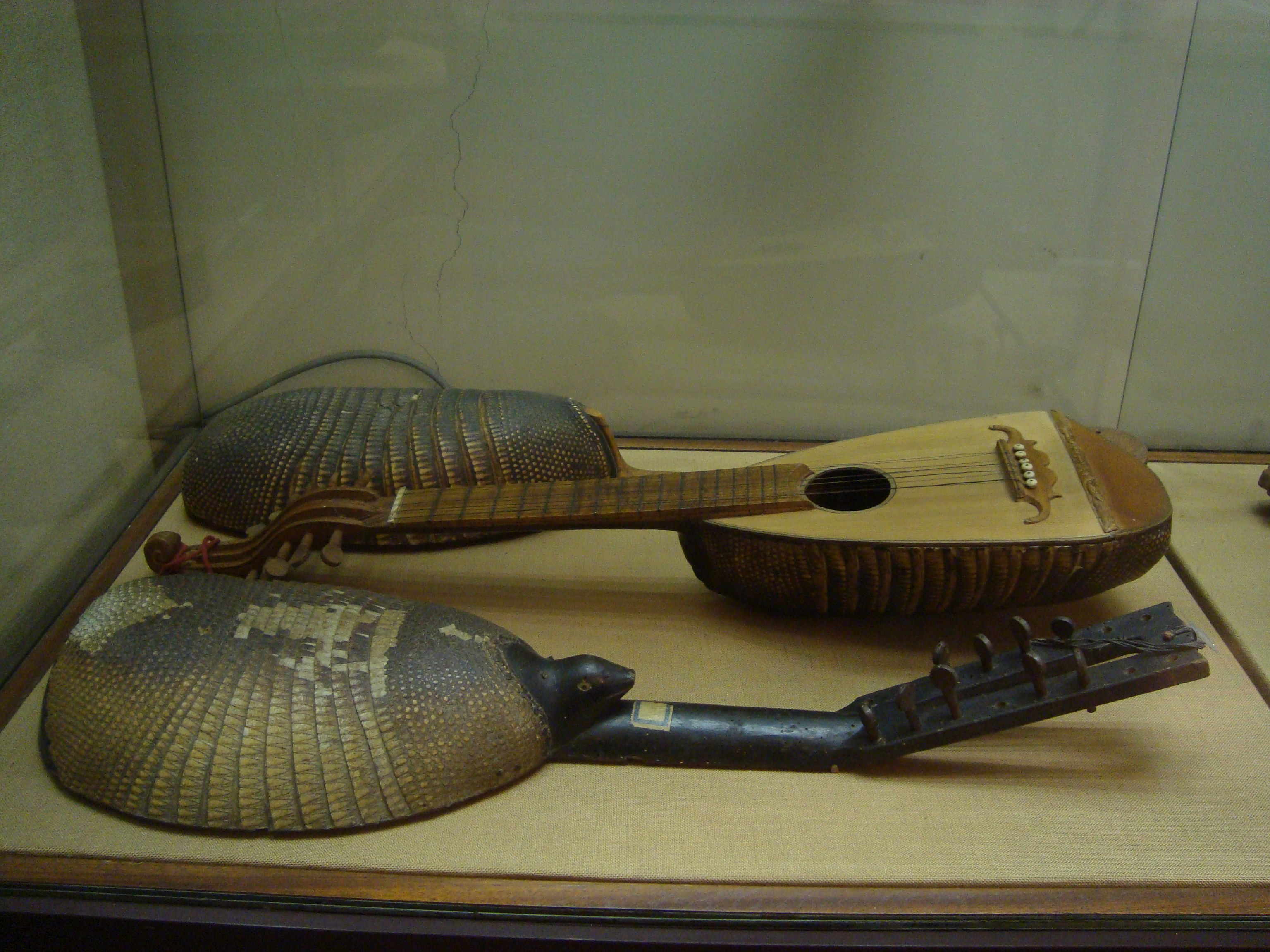
Charangos anciens, collections du Musée national des instruments de musique de Rome.

La carapace des tatous était utilisée dans certains pays d'Amérique latine pour fabriquer des charangos et continue de l'être notamment en Bolivie. La peau des tatous peut aussi être utilisée pour fabriquer des paniers.
Une espèce de tatou, le tatou à neuf bandes, est particulièrement encline à contracter la lèpre en raison de sa température corporelle particulièrement basse (34 °C) que la bactérie de la lèpre, Mycobacterium leprae, recherche. De nombreux cas de contamination de l'homme par le tatou ont alors été répertoriés depuis son contact avec les Européens au XVe siècle. Cette espèce est alors étudiée pour la potentielle production d'un vaccin efficace contre la lèpre. Cette espèce de tatou est aussi très étudiée pour sa reproduction atypique créant des quadruplés parfaitement identiques car provenant du même ovule. Ils sont alors très intéressants pour la recherche médicale et plus particulièrement génétique.

## Symbole
Le tatou est un animal symbole d'Amérique du Nord et en particulier du Texas, où il est présent en nombre et représente l’emblème officiel du Texas. Selon Jamie Sams et David Carson, le tatou est un animal-totem de la spiritualité autochtone qui « fixe les frontières. Il nous aide à délimiter ce que nous acceptons de vivre, à définir notre espace. Il pose les barrières nécessaires à notre équilibre personnel, tout en sachant accepter les éléments extérieurs propices à notre évolution ».

## Classification
Les Cingulata sont composées de deux familles, 4 sous-familles, 9 genres et 21 espèces actuelles. Les Dasypodidae sont une famille. Le genre Dasypus, qui comporte 7 espèces, et les Chlamyphoridae, sont une famille regroupant le reste des espèces ainsi que les glyptodons.

### Liste desfamilles,sous-familleset desgenresactuels
Selon Gibb et al. (2016) :
- Famille Dasypodidae Gray, 1821.
  - Sous-famille DasypodinaeGray, 1821.
    - genre Dasypus Linnaeus, 1758.
- Famille Chlamyphoridae.
  - Sous-famille Euphractinae Winge, 1923.
    - genre Chaetophractus Fitzinger, 1871.
    - genre Euphractus Wagler, 1830.
    - genre Zaedyus Ameghino, 1889.

  - Sous-famille Chlamyphorinae.
    - genre Chlamyphorus Harlan, 1825.
    - genre Calyptophractus Fitzinger, 1871.

  - Sous-famille Tolypeutinae Gray, 1865.
    - genre Cabassous McMurtrie, 1831.
    - genre Priodontes Cuvier, 1825.
    - genre Tolypeutes Illiger, 1811.

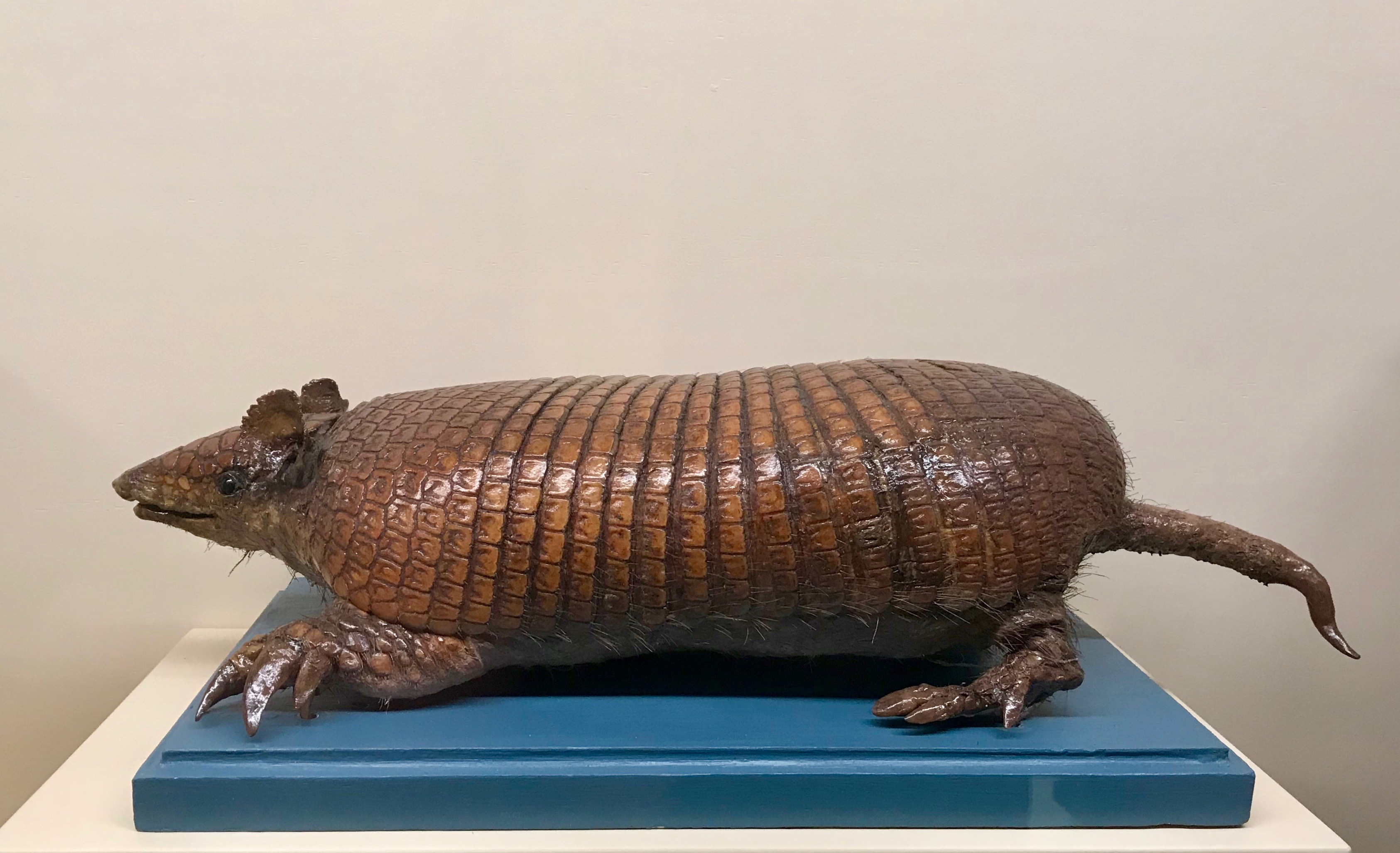
Cabassous tatouay
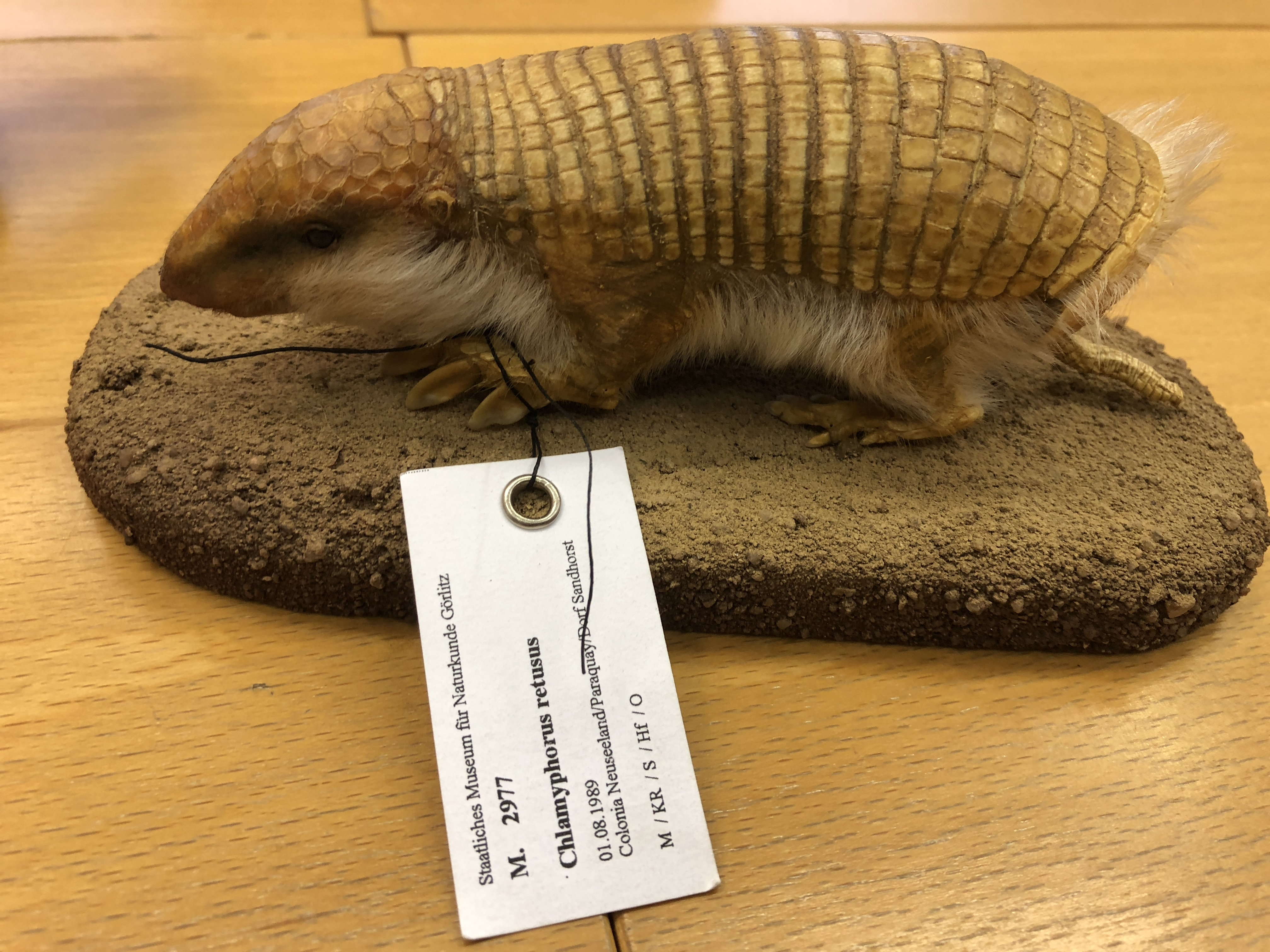
Calyptophractus retusus
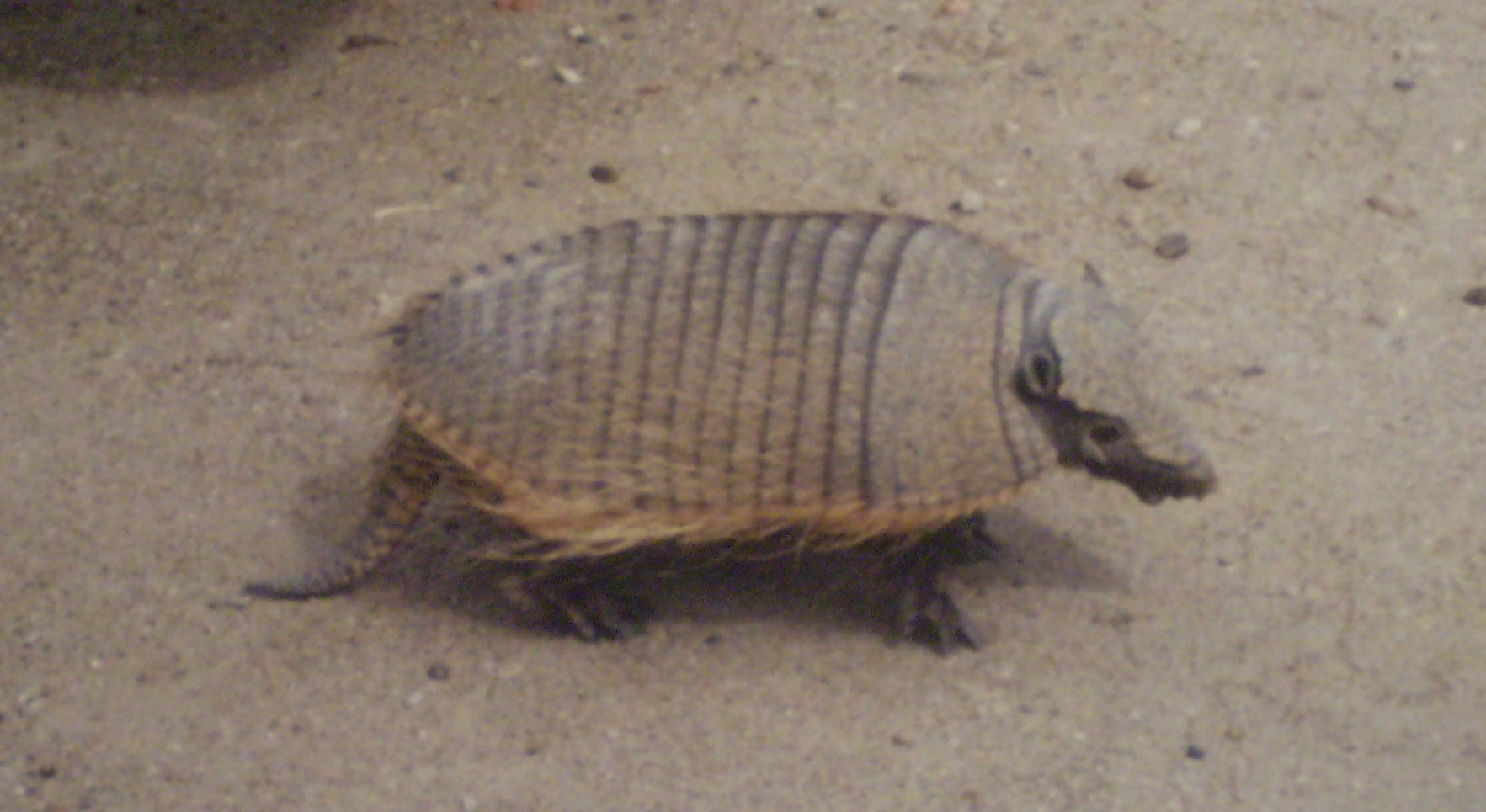
Chaetophractus villosus
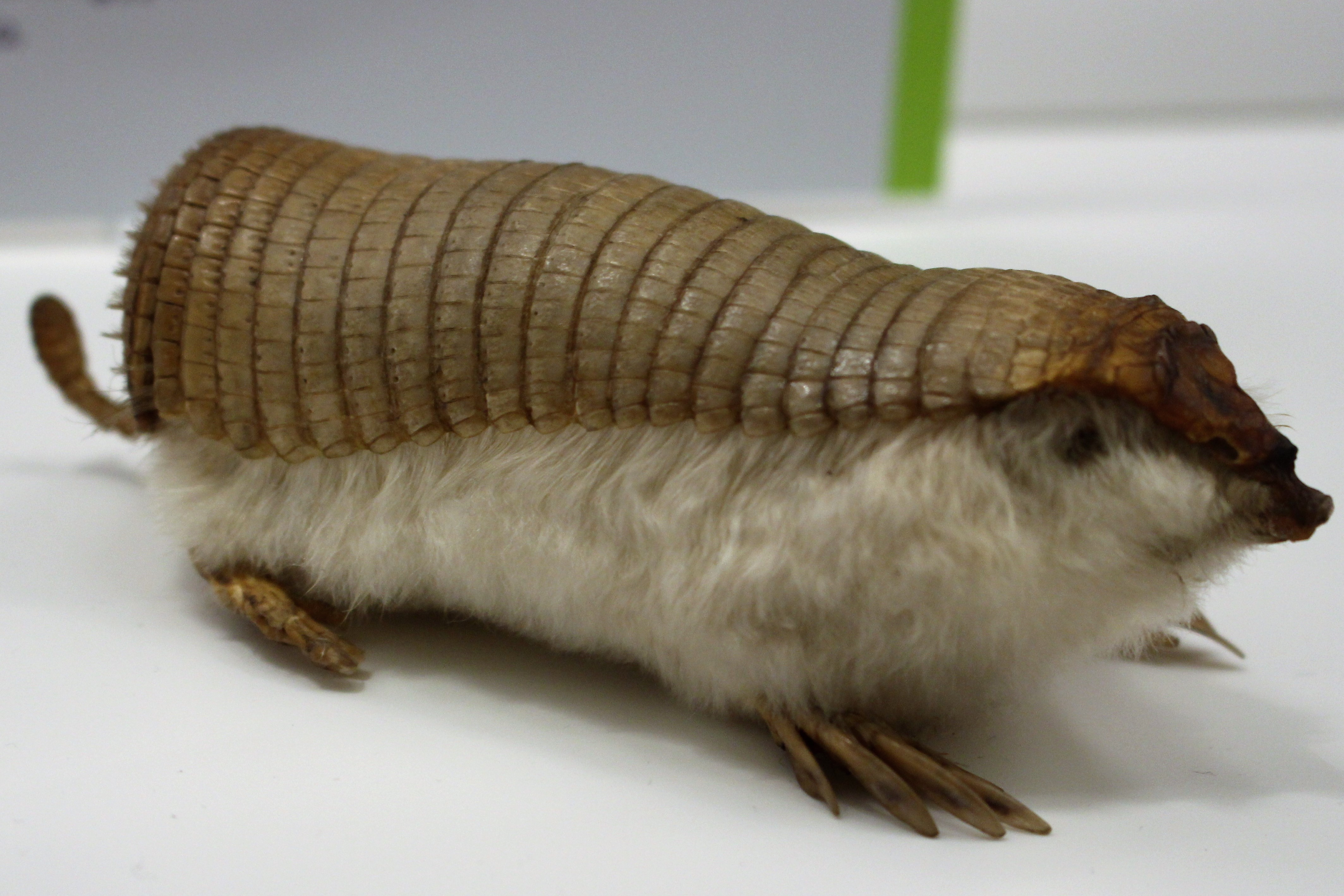
Chlamyphorus truncatus
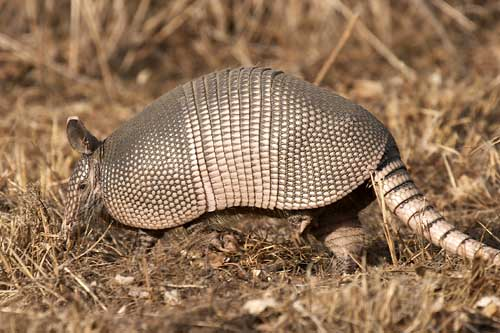
Dasypus novemcinctus, tatou à neuf bandes
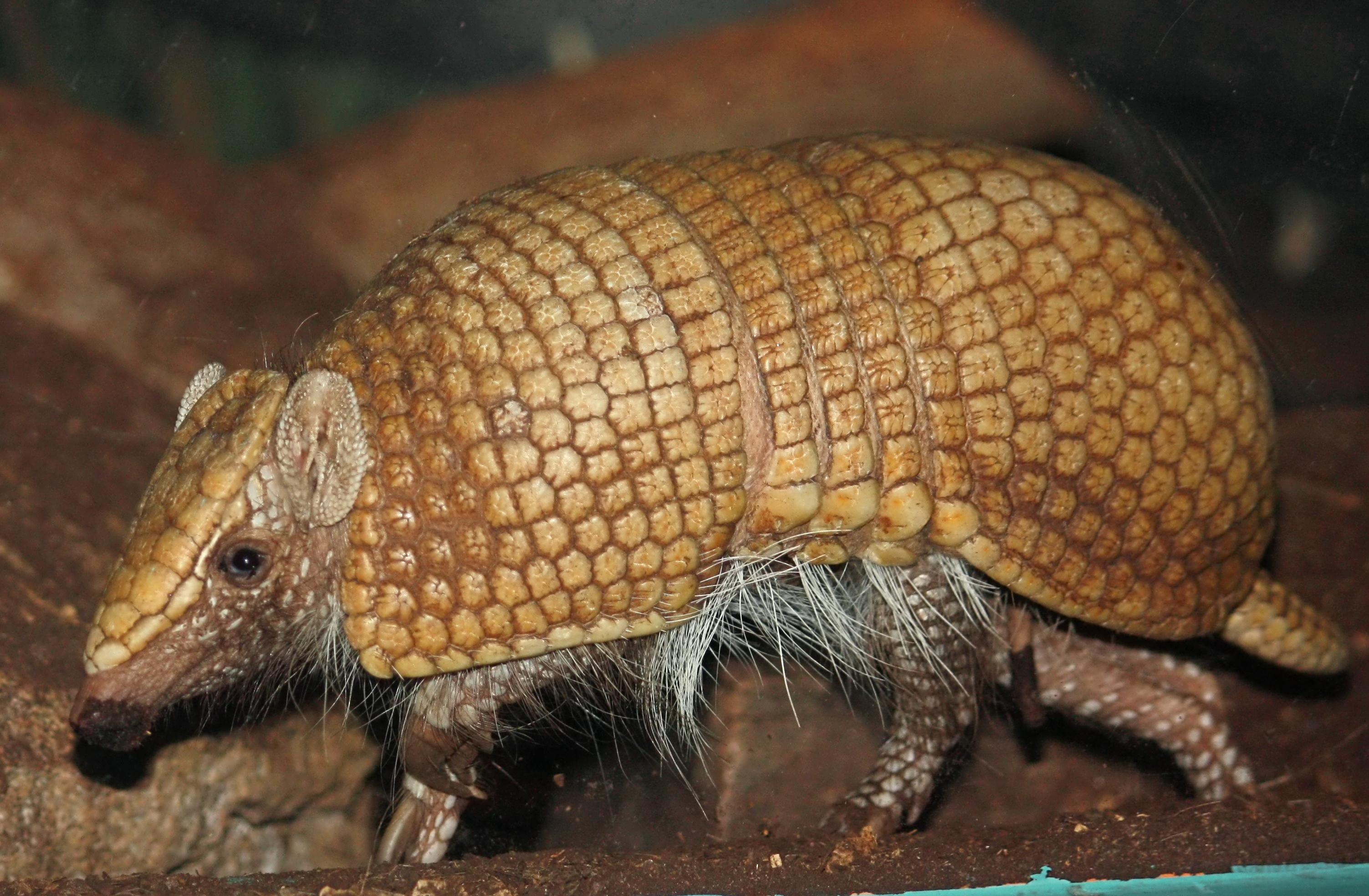
Tolypeutes matacus, tatou à trois bandes
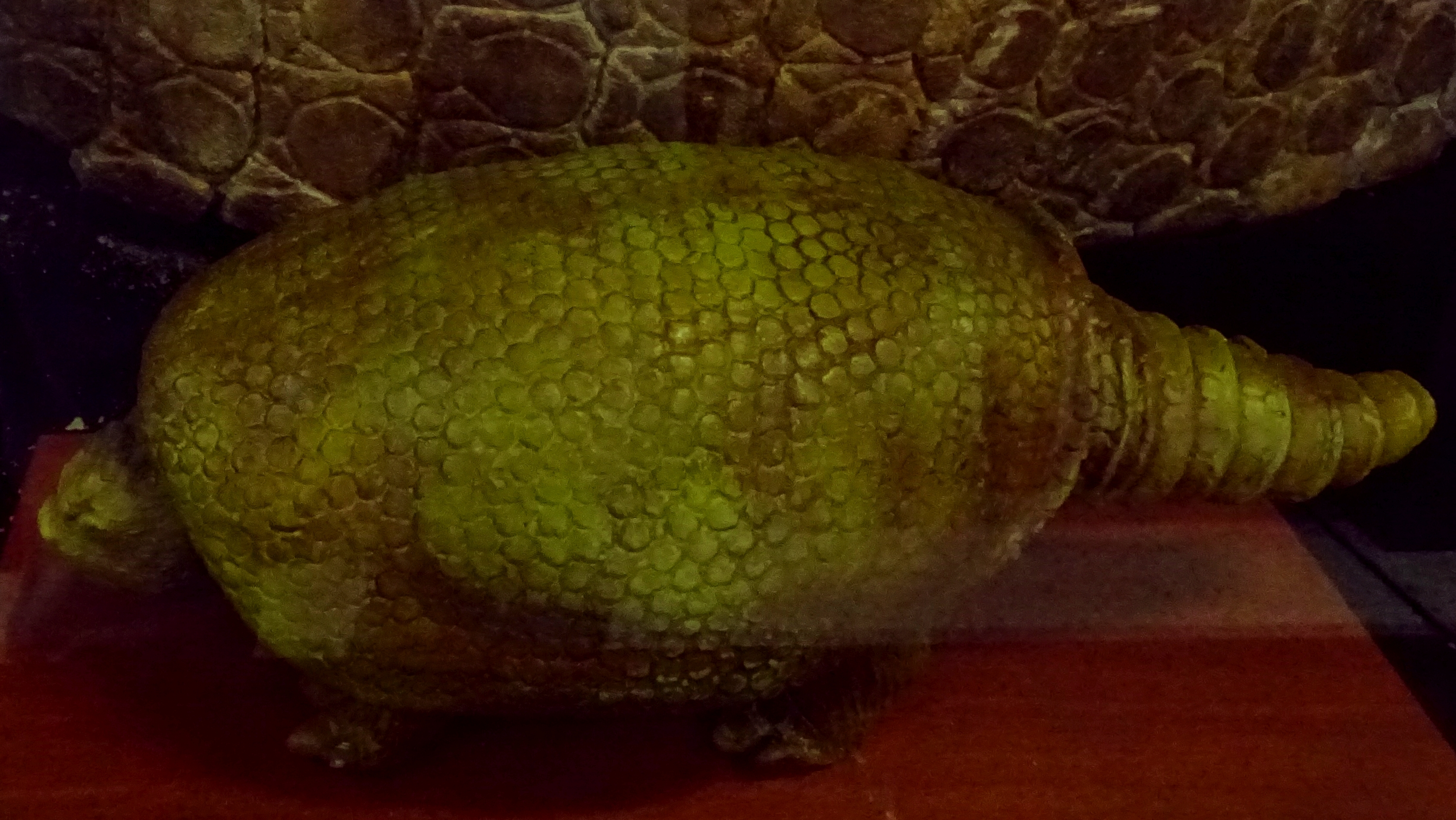
Boreostemma sp. (reconstruction)
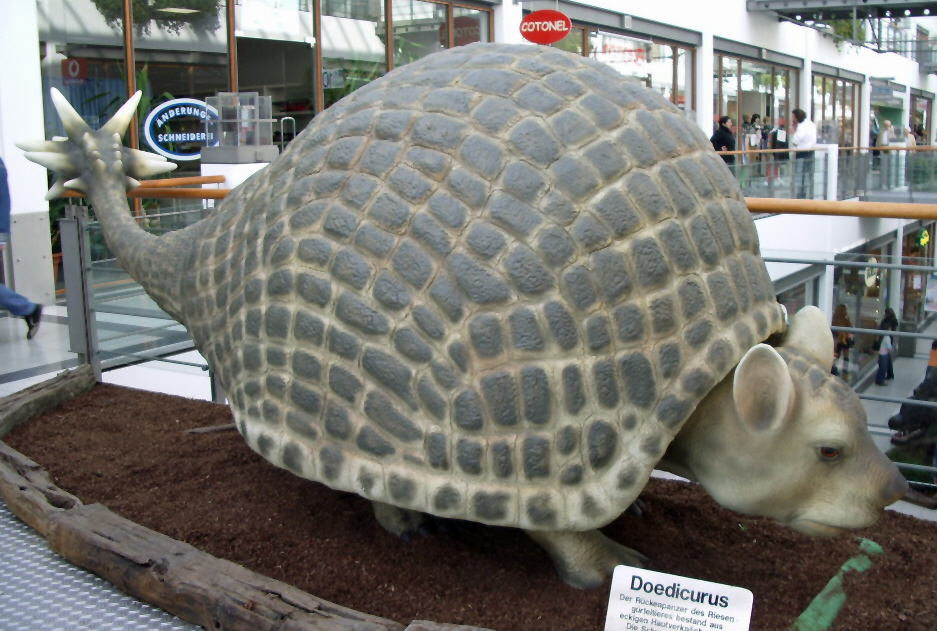
Doedicurus sp. (reconstruction)
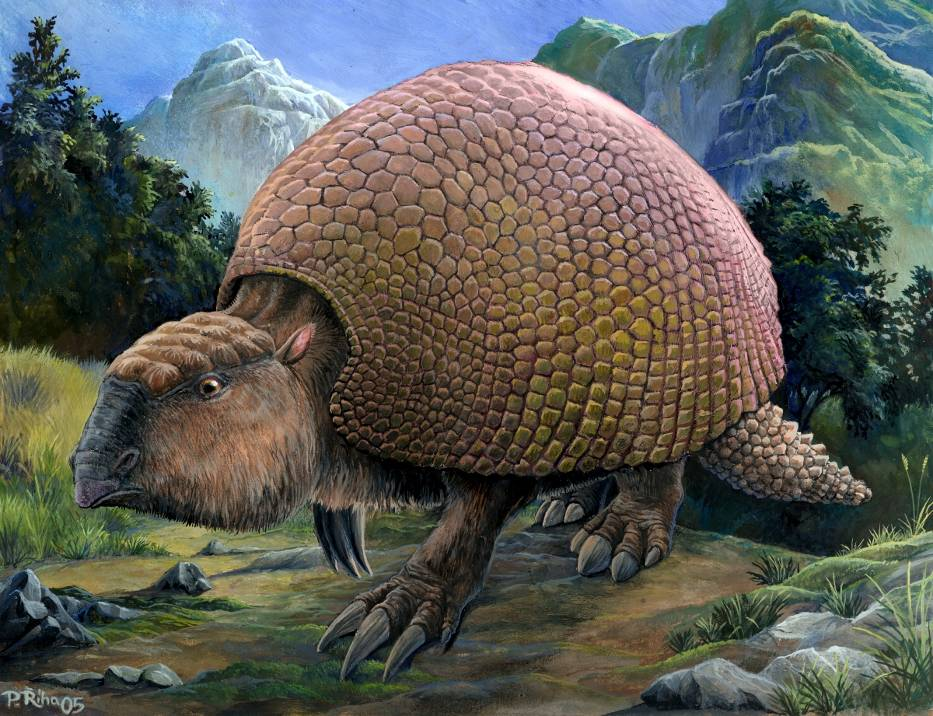
Glyptodon sp. (restitution par le paléoartiste Pavel Riha)
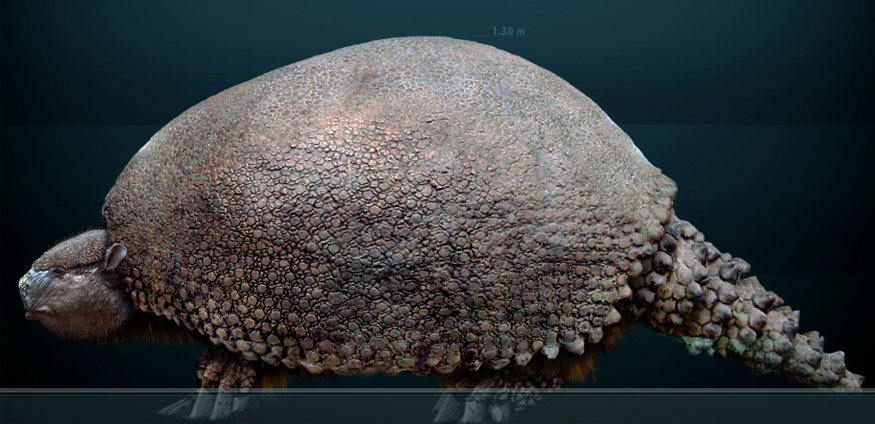
Glyptotherium sp. (reconstruction)
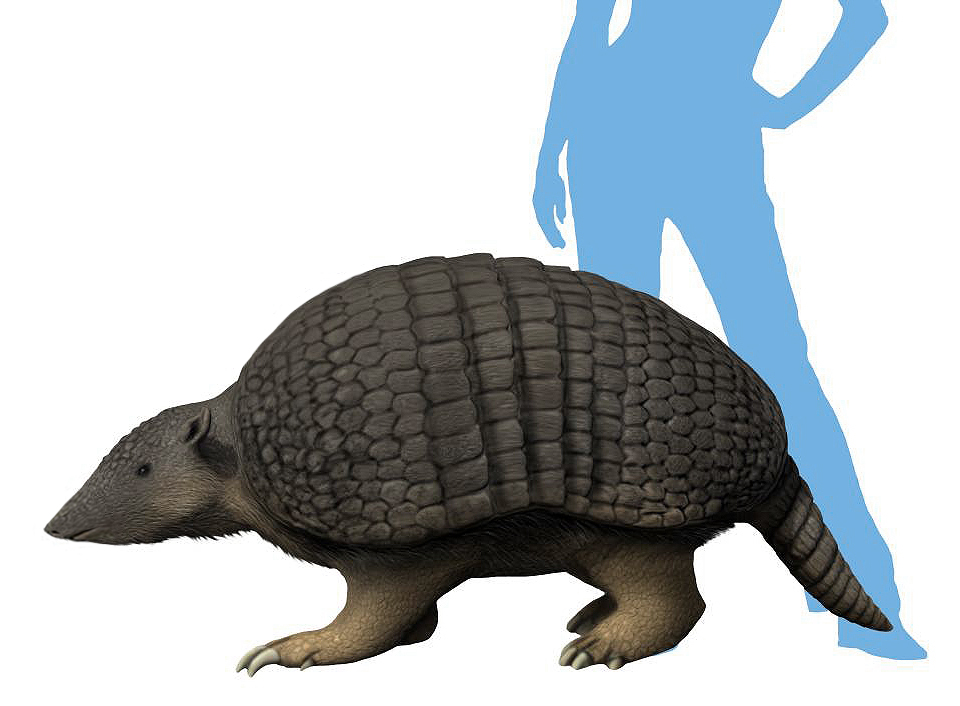
Holmesina floridanus (restitution paléoartistique)
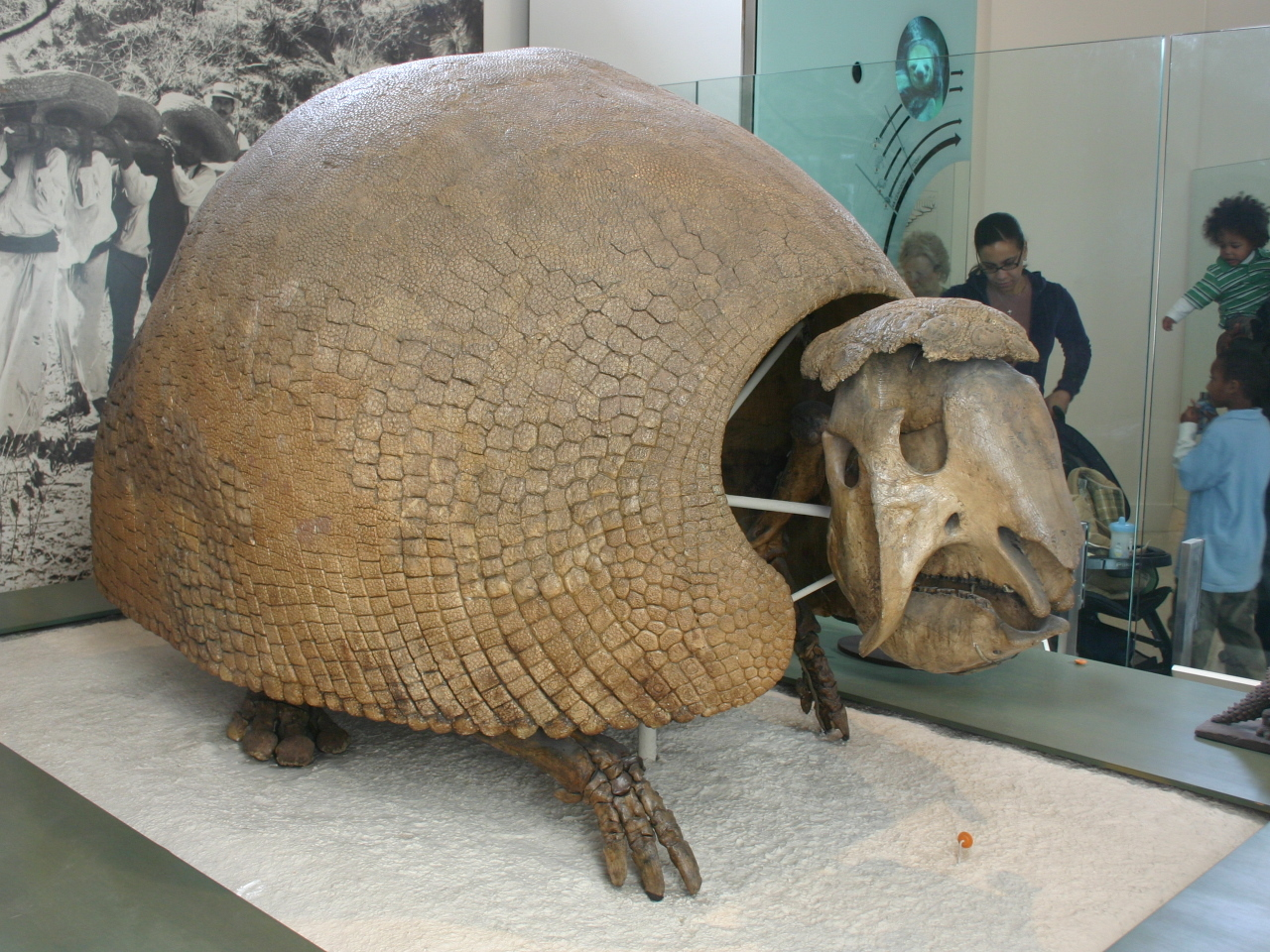
Panochthus frenzelianus (fossile)
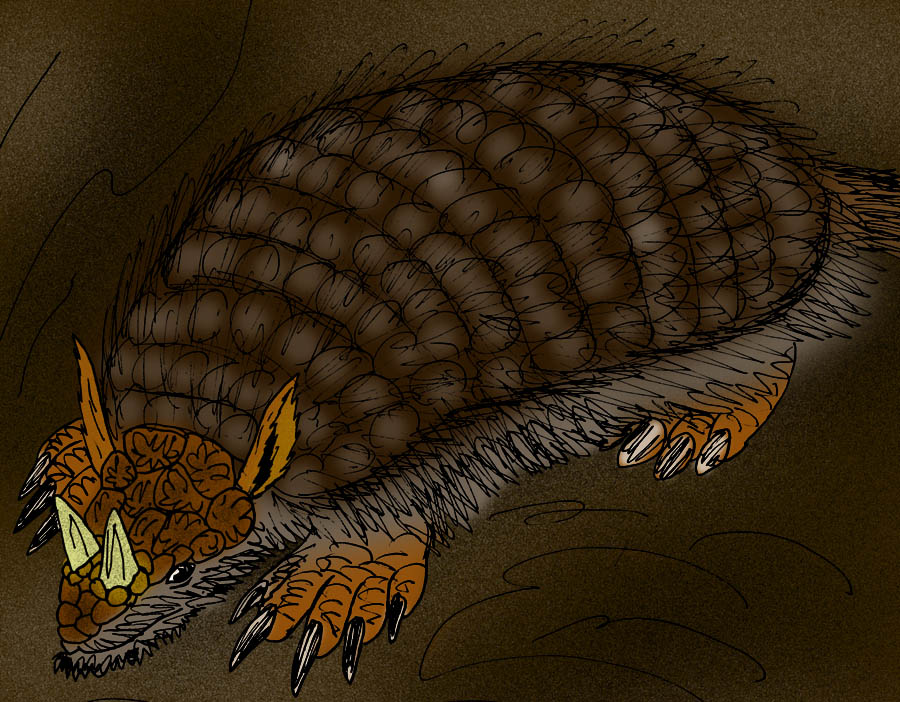
Peltephilus ferox (restitution paléoartistique)
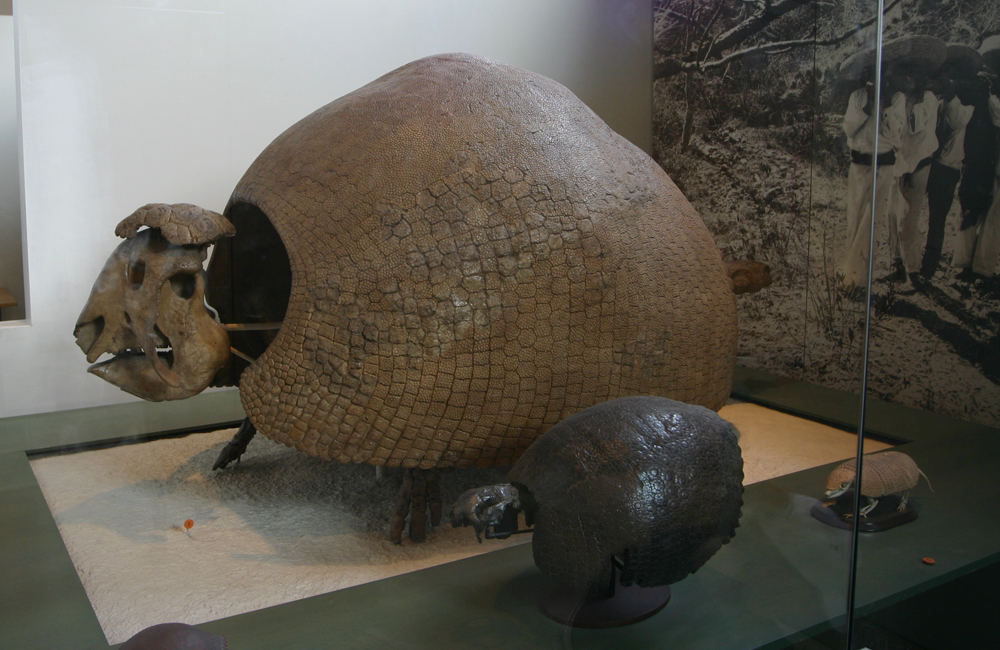
Propalaeohoplophorus sp. (fossile)